# Werner Asam

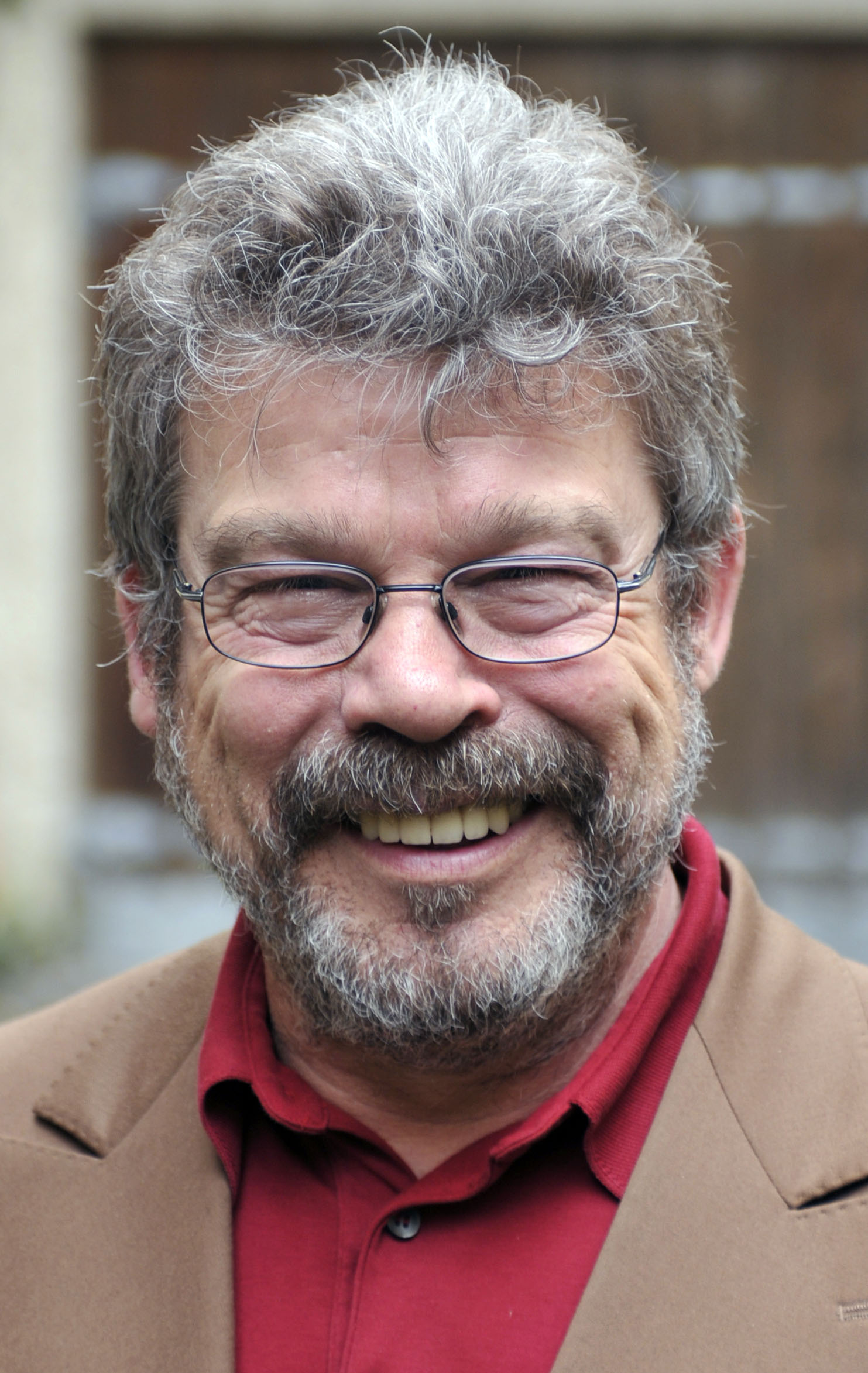
Werner Asam (2008)

Werner Asam (* 17. Oktober 1944 in München) ist ein deutscher Volksschauspieler und Regisseur.

## Leben
Asam wuchs in München auf und studierte Malerei und Bildhauerei. Ohne vorherige Schauspielausbildung übernahm er 1974 eine Rolle in dem Fernsehfilm Die Eiger. 1975 erfolgte sein Bühnendebüt am Staatstheater Darmstadt. 1976/77 war er am Bayerischen Staatsschauspiel engagiert. An zahlreichen Theatern gab er danach Gastspiele und führte auch selbst Regie.
Asam war seit Mitte der 1970er Jahre in zahlreichen Film- und Fernsehrollen zu sehen. Bekannt wurde er durch seine Auftritte in TV-Serien wie Der Bulle von Tölz, Kir Royal, Polizeiinspektion 1, Der Alte, Der Millionenbauer, Die Wiesingers, Heidi und Erni, Forsthaus Falkenau, Derrick oder der Reihe Tatort. 1980 wirkte er an der Fassbinder-Verfilmung Berlin Alexanderplatz mit. In der Serie Forsthaus Falkenau hatte er 1995 einen ersten Auftritt, von 1997 bis 2010 war er in der Rolle des Bauern Kreidtmayr zu sehen. In den 1990er Jahren begann Asam, sich auch als Regisseur und Autor von Stücken des Komödienstadels einen Namen zu machen.

## Filmografie (Auswahl)
- 1974: Eiger
- 1975: Der Wittiber
- 1976: Weder Tag noch Stunde
- 1977: Polizeiinspektion 1  – Folge 3: Chloroform für Zwei
- 1977: Tatort: Schüsse in der Schonzeit
- 1977: Tatort: Das Mädchen am Klavier
- 1978: Derrick, Folge 43: Ein Hinterhalt
- 1978: Derrick, Folge 51: Ute und Manuela
- 1978: Der Alte: Zeugenaussagen
- 1978: Der Alte: Der Spieler
- 1979: Der Alte: Mordanschlag
- 1979: Tatort: Ende der Vorstellung
- 1979: Der Alte: Neue Sachlichkeit
- 1979: Tatort: Freund Gregor
- 1979: Lena Rais
- 1979: St. Pauli-Landungsbrücken (Fernsehserie, eine Folge)
- 1979: Der Millionenbauer
- 1980: Glaube Liebe Hoffnung
- 1980: Die seltsamen Methoden des Franz Josef Wanninger, Folge 73: „Ein gewiefter Scheibenschütze“
- 1980: SOKO 5113, Folge 4.04 und 4.05: „Rosis Brüder“
- 1981: Tatort: Im Fadenkreuz
- 1983: Derrick, Folge 107: Die Schrecken der Nacht
- 1985: Derrick, Folge 127: Wer erschoß Asmy?
- 1985: Hochzeit (Fernsehfilm, Regie: Kurt Wilhelm)
- 1986: Tatort: Riedmüller, Vorname Sigi
- 1988: Jack Clementi, Anruf genügt – Der Tod fährt Achterbahn[1]
- 1991: Wer Knecht ist, soll Knecht bleiben
- 1991: Derrick: Penthaus
- 1992: Heidi und Erni
- ab 1993: Der Bergdoktor
- 1995: Ein Fall für Zwei; Todesfreunde
- 1996: Derrick, Folge 265: Zeuge Karuhn
- 1996: Der Bulle von Tölz: Das Amigo-Komplott
- 1997 bis 2010: Forsthaus Falkenau
- 1998: Der Bulle von Tölz: Tod am Rosenmontag
- 2007: Die Rosenheim-Cops: Zu viel Geld – zu wenig Leben
- 2010: Die Rosenheim-Cops.  Tod auf dem Golfplatz
- 2015: Die Toten vom Bodensee – Familiengeheimnis

## Auszeichnungen
2008 wurde Asam zu den Münchner Turmschreibern berufen, 2016 wurde er von diesen mit dem Bayerischen Poetentaler ausgezeichnet.